# Stefan Czarnocki
Stefan Jan Czarnocki (ur. 17 sierpnia 1878 w Gajlańcach, na ziemi kowieńskiej, na Litwie, zm. 6 stycznia 1947 w Krakowie) – polski geolog oraz inżynier górniczy, specjalista geologii złóż węgli kamiennych i ropy naftowej.

## Życiorys
Do siódmego roku życia przebywał w Kurszanach, gdzie ojciec był lekarzem. Po przeniesieniu się rodziny do Miropolu, w guberni kurskiej, ukończył szkołę realną w mieście Sumy.
Po 1-rocznym studium w Instytucie Technologicznym w Charkowie, wstąpił w 1898 do Instytutu Górniczego w Petersburgu. W 1906 ukończył studia z tytułem inżyniera górniczego.
W latach 1907–1922 pracował w Komitecie Geologicznym w Petersburgu, najpierw jako geolog-współpracownik, a od 1912 jako geolog. W początkowych latach pracy badał złoża rud żelaza w zachodniej Rosji i w Królestwie Polskim. Następnie opracowywał budowę geologiczną kopalń węgla w Zagłębiu Dąbrowskim oraz zasoby węgla kamiennego tego Zagłębia.
Głównym tematem jego badań była geologia Kubańskiego Rejonu Naftowego na północnym Kaukazie. W latach 1909–1916 opublikował 4 arkusze map geologicznych tego obszaru wraz z objaśnieniami dotyczącymi m.in. tamtejszych złóż naftowych. Prowadził też badania złóż naftowych w guberni kutaiskiej, w zachodniej części guberni bakińskiej, w Groznym, w guberni tyfliskiej oraz na terenach gazowych rejonu Stawropola. Poza tym badał tereny węglowe w obwodzie karskim. Dla budujących się kolei wykonał szereg ekspertyz geologicznych na północnym Kaukazie oraz w guberni saratowskiej.
W 1922 przybył do Warszawy i został przyjęty do Państwowego Instytutu Geologicznego. W 1923 został kierownikiem Wydziału Węglowego. Wydział ten zorganizował i kierował nim przez 15 lat. Badał głównie geologię Polskiego Zagłębia Węglowego, a zwłaszcza jego złoża węgla kamiennego. Opracował trzy arkusze mapy geologicznej tego obszaru w skali 1:25 000 (Brzeszcze, Oświęcim i Orzesze), jednakże nie opublikował ich ze względu na brak podkładów topograficznych. Zorganizował też zebranie próbek węgla z całego obszaru Zagłębia dla Instytutu Chemicznego w Warszawie.
Od 1931 pełnił również obowiązki naczelnika Wydziału Nafty oraz wicedyrektora Instytutu. Po reorganizacji Instytutu w 1933 objął kierownictwo Wydziału Węglowo-Naftowego. Kierował też specjalnymi poszukiwaniami prowadzonymi z ramienia Wydziału Wojskowego Ministerstwa Przemysłu i Handlu. Od lutego 1937 do kwietnia 1938 pełnił obowiązki dyrektora Państwowego Instytutu Geologicznego.
28 kwietnia 1938 został mianowany profesorem zwyczajnym geologii stosowanej na Wydziale Górniczym Akademii Górniczej w Krakowie. Po wkroczeniu okupanta niemieckiego w 1939 został aresztowany w ramach Sonderaktion Krakau i wywieziony z innymi profesorami z Akademii Górniczej i Uniwersytetu Jagiellońskiego do obozu w Sachsenhausen. Po powrocie w lutym 1940 uchylił się od współpracy z okupantem. Do 1945 był wykładowcą w Technicznej Szkole Górniczo-Hutniczo-Mierniczej w Krakowie. Po zakończeniu wojny w 1945 został Dziekanem Wydziału Geologiczno-Mierniczego AG.
Z ramienia Państwowego Instytutu Geologicznego był delegatem do Polskiego Komitetu Energetycznego. Przez szereg lat był prezesem Warszawskiego Koła Stowarzyszenia Inżynierów Górniczych i Hutniczych. Od 1922 był członkiem Polskiego Towarzystwa Geologicznego; w 1937 był też członkiem jego Komisji Rewizyjnej, a w latach 1945–1947 prezesem. Opublikował około 80 prac. Pochowany na cmentarzu Rakowickim.(kwatera LXII, rząd płd., grób 19)

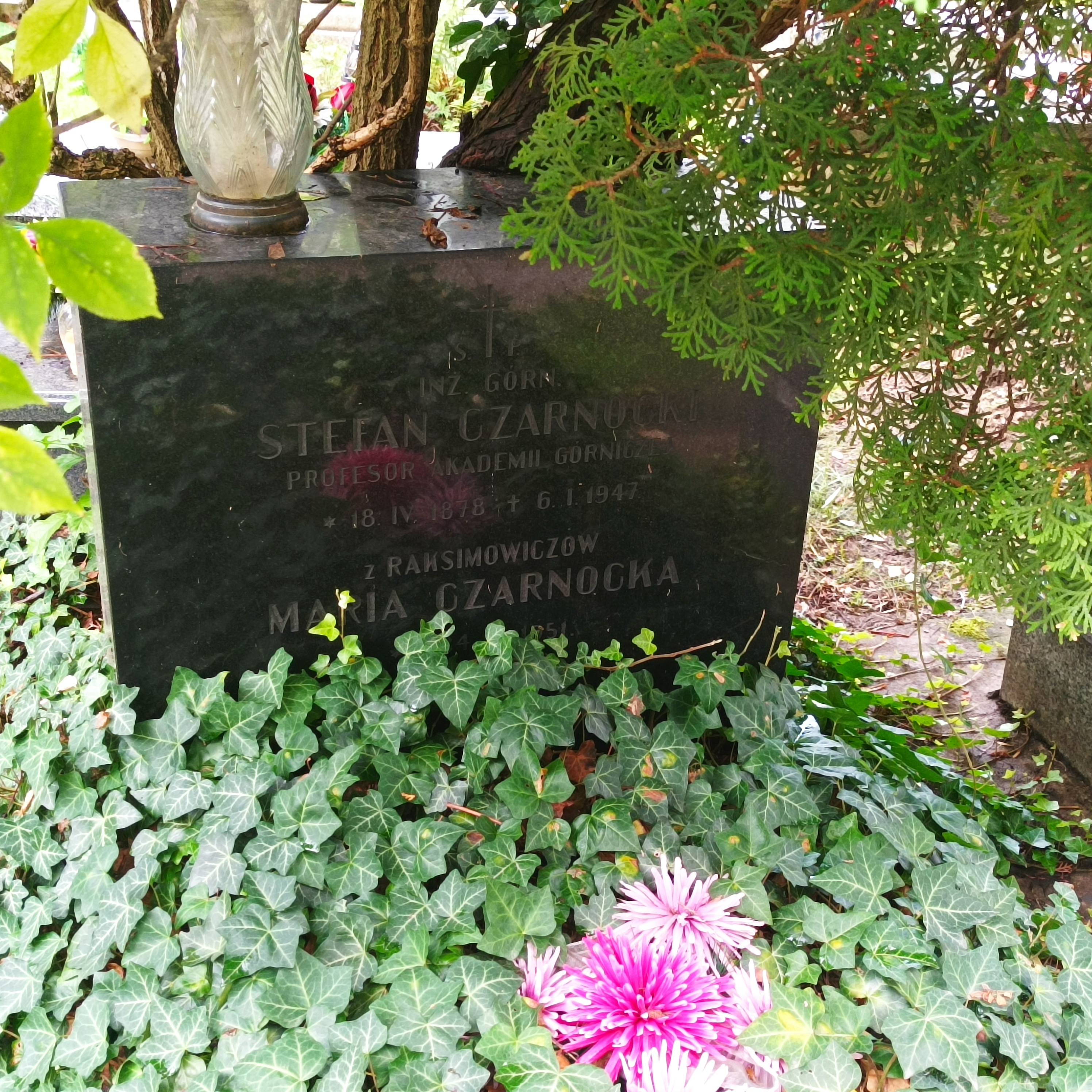
Grób prof. Stefana Czarnockiego na cmentarzu Rakowickim w Krakowie

## Ordery i odznaczenia
- Krzyż Oficerski Orderu Odrodzenia Polski (10 listopada 1928)[5]
- Krzyż Kawalerski Orderu Odrodzenia Polski[6]
- Złoty Krzyż Zasługi (15 listopada 1946)[7]
- Order Świętego Stanisława 3 klasy (Imperium Rosyjskie)[6]